# Cultura Jama-Coaque
Jama-Coaque és una cultura precolombina desenvolupada al nord de la província de Manabí, a l'actual Equador. Florí a partir del 500 aC i durà fins a l'arribada dels espanyols al segle xvi.
Hi ha proves que practicà el comerç a llarga distància. Construí centres cerimonials d'importància, normalment formats per piràmides truncades rematades amb un temple, al volant dels quals s'estenien els poblats principals. Cal destacar el treball de la ceràmica amb figures humanes en diverses posicions i accions.